# Michał Warchił

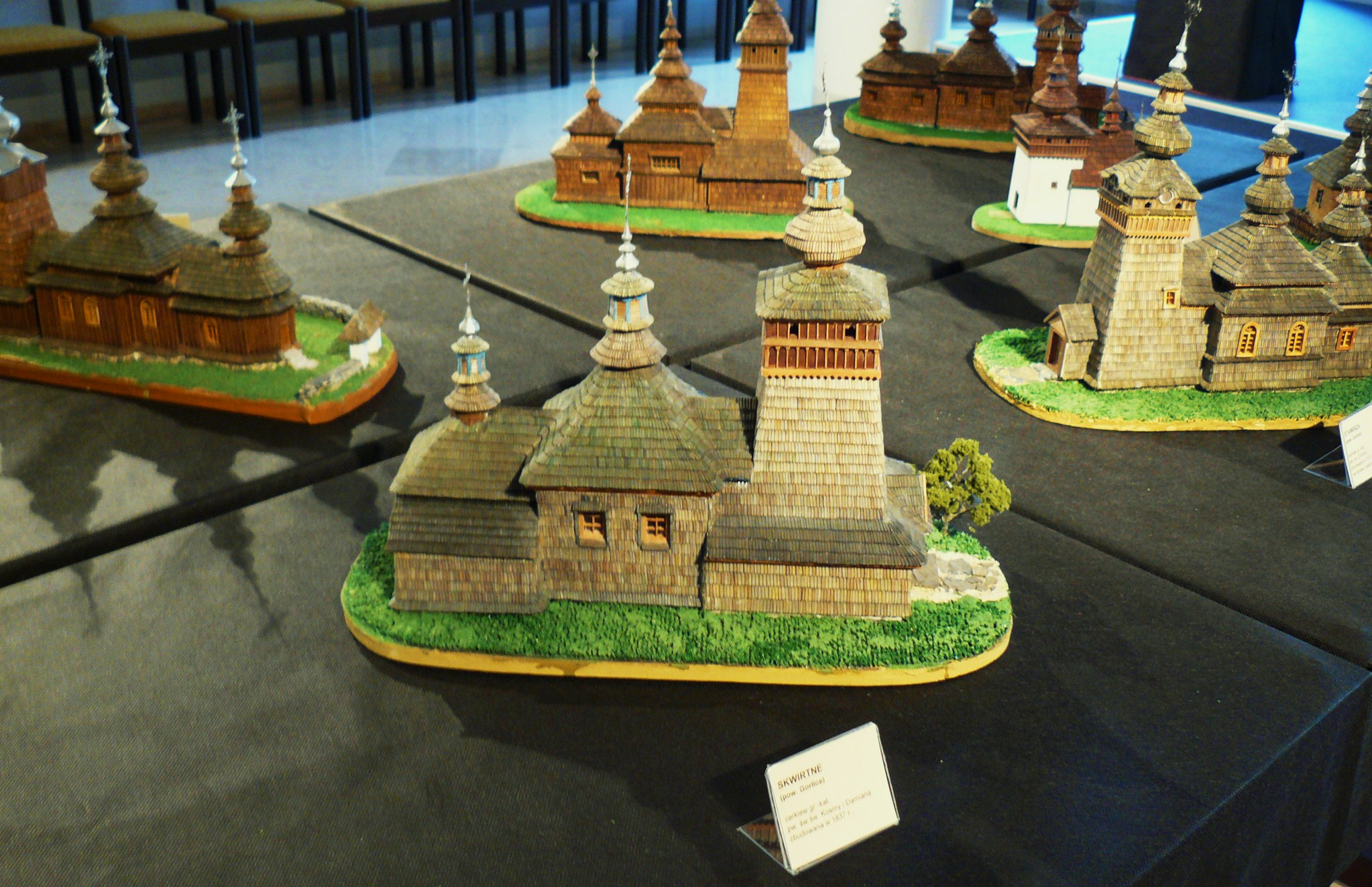
Wystawa w Poznaniu – Muzeum Archidiecezjalne (na pierwszym planie cerkiew ze Skwirtnego)

Michał Warchił (ukr. Михайло Вархіл, ur. 16 października 1941 w Krempnej, zm. 29 sierpnia 2022 w Legnicy) – łemkowski folklorysta, modelarz, twórca największego w Polsce zbioru modeli cerkwi łemkowskich (23 sztuki w maju 2010).

## Życiorys
Wiosną 1947 przesiedlony z Krempnej w ramach Akcji „Wisła”. Osiedlił się początkowo w Gorzowie Wielkopolskim, a potem zamieszkał w Legnicy. Pracował jako gleboznawca. Wiara greckokatolicka i tradycje rodzinne wpłynęły na rozwój zainteresowań etnograficznych i historycznych. Zainteresowała go zwłaszcza problematyka cerkiewna. Od początku lat 70. XX w. tworzy modele cerkwi. Początkowo były to cerkwie słowackie (np. z okolic Bardejowa). Potem zaczął tworzyć modele obiektów sakralnych z terenu Łemkowszczyzny, Bojkowszczyzny oraz Huculszczyzny. Nadal interesowała go także Słowacja. Podstawą modeli są zarówno obiekty istniejące, jak i zniszczone (na podstawie zdjęć, obrazów i grafik).
Michał Warchił brał udział w wystawach na terenie kraju, także samodzielnych (Poznań, Szczecin, Legnica, Gorzów Wlkp.).